# حافظ أبو سعدة
حافظ أبو سعدة (1965 - 26 نوفمبر 2020) سياسي مصري، نَشَطَ في مجال حقوق الإنسان وكان رئيس المنظمة المصرية لحقوق الإنسان سابقًا، وعضو المجلس القومي لحقوق الإنسان.

## حياته
ولد أبو سعدة في عام 1965 بالعاصمة المصرية القاهرة. شارك في الحركة الطلابية في الثمانيات ضد حكومة الرئيس مبارك ، واعتقل عدة مرات بسبب أنشطته المعارضة. بعد تخرجه من كلية الحقوق عمل كمحام في مجال حقوق الإنسان وانخرط في المجتمع المدني المصري، وطوال حياته المهنية في مجال حقوق الإنسان تبوأ العديد من المناصب منها رئاسة المنظمة المصرية لحقوق الإنسان، وعُين في منتصف الألفينيات بالمجلس القومي لحقوق الإنسان الذي شكلته الحكومة المصرية آنذاك، كما كان عضوًا في الفيدرالية الدولية لحقوق الإنسان وكان مبعوثها إلى جامعة الدول العربية من عام 2004 إلى عام 2007. شارك أبو سعدة في عشرات المؤتمرات الدولية لحقوق الإنسان، وكذلك يحضر جلسات مجلس حقوق الإنسان التابع للأمم المتحدة في جنيف بانتظام كممثل للمنظمة المصرية لحقوق الإنسان التي لديها عضوية استشارية لدى الأمم المتحدة تعطيها الحق في مراقبة جلسات الأمم المتحدة المختلفة. كان أبو سعدة مؤيد للثورة المصرية ضد نظام مبارك، وشارك في الاحتجاجات التي أطاحت بحسني مبارك في 11 فبراير 2011، كما عارض بشدة نظام الإخوان المسلمين وشارك في مظاهرات 30 يونيو 2013 التي أدت في نهاية المطاف إلى خلع الرئيس مرسي في 3 يوليو 2013.
خلال شهر سبتمبر 2017، قالت الهيئة المستقلة لمراقبة الأمم المتحدة, وهي منظمة متخصصة في التأثير السياسي (Lobbying) ممولة من قبل النظام القطري ,إن حافظ أبو سعدة استغل منصبه في التغطية على جرائم وانتهاكات ارتكبها الجيش المصري خلال عامي 2013 و2014. ووثقت منظمة هيومن رايتس ووتش في تقرير لها عام 2014 طرد المنظمة المصرية ومديرها أبو سعدة من الفيدرالية الدولية لحقوق الإنسان على خلفية تقارير غير دقيقة للمنظمة أخفت انتهاكات وفظائع ارتكبها الجيش المصري بحق مدنيين مصريين. الهيئة المستقلة لمراقبة الأمم المتحدة رصدت أيضًا دور أبو سعدة في تسييس دولة الإمارات عمل مجلس حقوق الإنسان من خلال تسهيل عمل مؤسسة إماراتية محلية في مجلس حقوق الإنسان.

## انتخابات برلمانية
في عام 2015 قام بترشيح نفسه في انتخابات مجلس النواب على مقعد دائرة المعادي وطرة، ولكنه لم ينجح فيها.

## وفاته
توفي يوم الخميس 26 نوفمبر 2020 ميلاديًّا، الموافق 11 ربيع الآخر 1442 هجريّا، عن عمر ناهز 55 عامًا، إثر إصابته بمرض فيروس كورونا 2019.